# القهلة (بني حشيش)

تعديل مصدري - تعديل

القهلة هي إحدى قرى عزلة الشرفة بمديرية بني حشيش التابعة لمحافظة صنعاء، بلغ تعداد سكانها 243 نسمة حسب تعداد اليمن لعام 2004.